# Droga wojewódzka 100
Die Droga wojewódzka 100 (DW 100) ist eine polnische Woiwodschaftsstraße im Nordwesten der Woiwodschaft Westpommern. Sie wurde am 28. Februar 2025 eingerichtet und verläuft auf den Inseln Wolin und Usedom.
Bis zur Eröffnung des Swinetunnels am 30. Juli 2023 verlief auf der Trasse die Droga krajowa 93.

## Streckenverlauf vor dem 13. Juni 2023
Bis zum 13. Juni 2023 hatte die DW 100 einen anderen Streckenverlauf:
Woiwodschaft Pommern
- Powiat Wejherowski (Kreis Neustadt in Westpreußen):
  - Rumia (Rahmel) (→ DK 6 (= Europastraße 28): Danzig – Köslin – Stettin (– Berlin))

- Powiat Pucki (Kreis Putzig):
  - Kazimierz (Kasimir)
  - Dębogórze (Eichenberg)
  - Kosakowo (Kossakau) (→ DW 101: → Pierwoszyno)